# Oratorio di Sant'Anna (Brescello)
La chiesa di Sant'Anna è un luogo di culto cattolico dalle forme barocche situato lungo la SP41 nel comune di Brescello, in provincia di Reggio Emilia e diocesi di Reggio Emilia-Guastalla. 

## Storia
In passato fu in patronato alla Famiglia Altomani. Oggi la struttura è gravemente compromessa. Nel dicembre 2017 è stato interessato dall'esondazione del torrente Enza che ha coinvolto l'abitato di Lentigione.

## Descrizione
La chiesa si sviluppa su pianta rettangolare a navata unica, con l'ingresso rivolto a nord e presbiterio  lievemente rientrante a sud.

### Esterno
Presenta una simmetrica facciata a capanna in muratura intonacata. Ai lati sono presenti due lesene doriche, sovrastate da un cornicione da cui si innalza un frontone triangolare.
Il portale d'accesso è oggi inaccessibile. Superiormente è sormontato da una finestra quadrata.
Ai lati altre tre lesene ripartiscono la superficie dell’aula, tra di esse si trovano due finestre quadrate delle stesse fattezze della frontale. Sul lato sinistro è ubicato un campaniletto a vela nella parte absidale. Il tetto è a due falde.